# Penny (The Big Bang Theory)

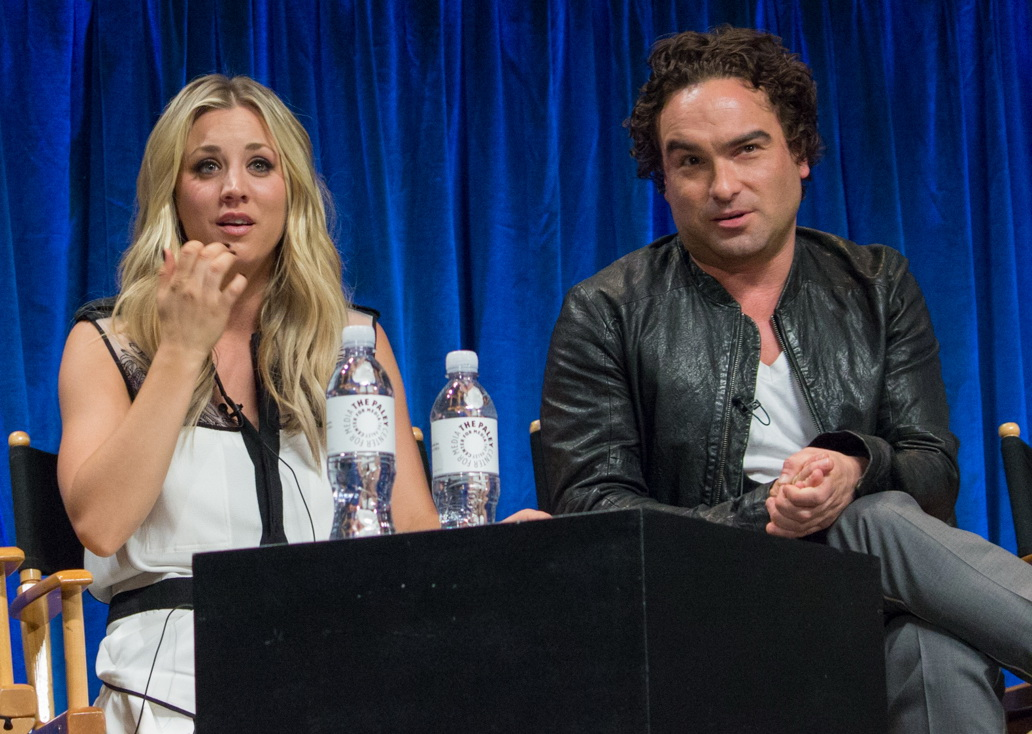
Kaley Cuoco och Johnny Galecki.

Penny, spelad av Kaley Cuoco, är en av huvudpersonerna i sitcomserien The Big Bang Theory. Penny är uppvuxen i Omaha, Nebraska och flyttade till Kalifornien för att bli skådespelerska, medan hon försörjer sig som servitris. Hon bor granne med de andra huvudpersonerna Sheldon Cooper (Jim Parsons) och Leonard Hofstadter (Johnny Galecki), som är utbildade fysiker.
Hennes efternamn presenteras aldrig i serien, vilket lett till spekulationer hos trogna tittare. Personerna bakom serien menar att det aldrig fastställdes. Däremot har en del rekvisita i form av brev och paket som varit adresserade till henne haft efternamn. Bland annat Teller i säsong 2, avsnitt 8, och London i andra avsnitt. Dessa har placerats av rekvisitamakarna på deras egna initiativ.
Hennes far heter Wyatt (Keith Carradine) och hennes mor Susan (Katey Sagal). Därtill har hon en bror som heter Randall (Jack McBrayer) och en syster som heter Lisa men hon har inte porträtterats i serien.
Amy Farrah Fowler (Mayim Bialik) är hennes bästa vän och Bernadette Rostenkowski (Melissa Rauch) är hennes andra vän.
Hon gifte sig med Zack Johnson under en resa till Las Vegas i tron om att det var en fejkbröllop. men det var ett riktigt bröllop. Hon annullerade giftermålet i säsong 7. 
Hon är tillsammans med Leonard Hofstadter till och från i serien. I sista avsnittet av säsong 8 gifter de sig.